# 阿拉斯加航空1282号班机事故
阿拉斯加1282号航班事故，又稱波音客机门塞掉落事故，發生於2024年1月5日，此班機自波特兰国际机场起飞，預定飛往安大略国际机场，起飞后不久，该飞机上一个未使用紧急出口上的机身组件从机身分离，导致飞机快速减压，飞机立刻返回波特兰国际机场，事故中没有人伤亡。该次事故是波音737 MAX系列复飞以来首次发生事故。

## 事故飞机

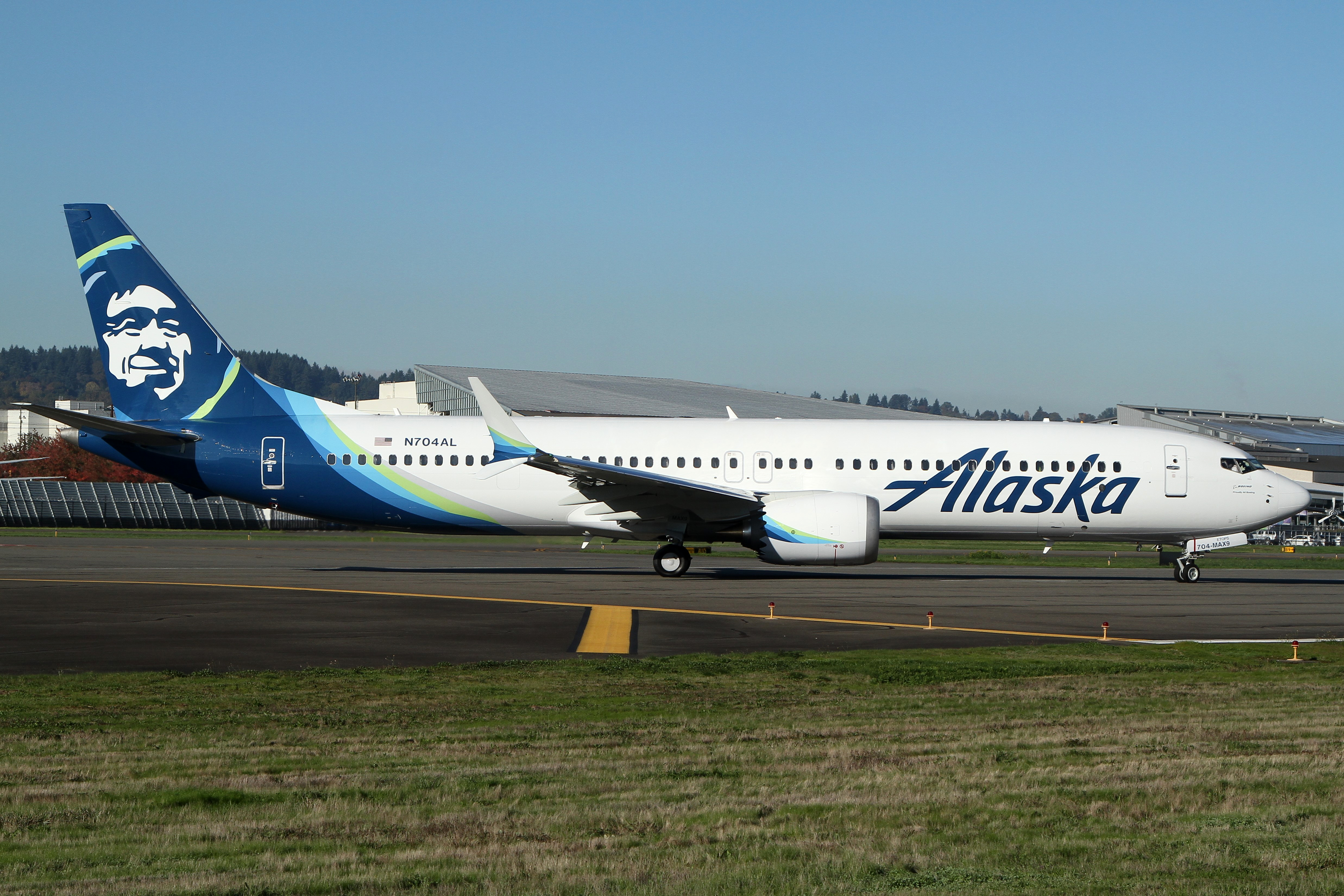
涉事飞机，2023年10月下線交機前摄于西雅图波音机场

事故飞机是一架波音 737 MAX 9，注册编号为N704AL。该飞机首飞于2023年10月15日，于10月31日交付给阿拉斯加航空，并于11月11日投入运营。事发时，该飞机的机龄仅有约两个月。
737 MAX 9 的机身上在机舱中后部分、机翼后方处预留了一个紧急出口。如果机舱座位配置采用了高密度方案（满载客量更高），这个出口必须可用并安装舱门；如果机舱座位密度较低（满载客量更低），则出口不必使用，波音会在组装飞机时用称作“门塞”（Door plug）的门状机身组件封死这个出口。事故飞机采用了低密度配置，此紧急出口封死、仅能从外部看到。

## 事故过程
1282次航班在17时07分于波特兰国际机场起飞，机上载有6名机组成员和171名乘客。起飞约6分钟后，一个由原厂安装的、封死该机上不需要的紧急出口的机身组件从机体上分离，导致了飞机的失控减压。根据初步报道，该分离的组件旁的座位当时沒有乘客、事故也没有造成任何伤亡，但一些旅客的个人物品在事故过程中被吸出机外而损失。在减压过程中，一名坐在出口附近的儿童的衣服被气流扯掉，衣服被卷出机外、而儿童受了擦伤。发生减压后，机上的氧气面罩自动落下。 根据航班追踪服务信息，在事故发生时，该飞机已经爬升到大约16,000英尺（4,900）的高度；飞行员将飞机紧急下降至10,000英尺（3,000）后立即折返波特兰，17时27分成功迫降，没有任何重大伤亡。

## 调查
国家运输安全委员会和美国联邦航空管理局对事故展开了调查。波音声明会协助调查。
据报道，事故飞机在事故前一天的两次飞行中显示过加压问题的警告。
1月6日，发生事故客机的飞行数据记录器和驾驶舱语音记录器被送往实验室进行读取。不过驾驶舱语音记录器上的相关数据被發現已經被新数据覆盖。1月7日，美国国家运输安全委员会表示，客机脱落舱门已经被找到。
2月6日，国家运输安全委员会表示发生事故的客机出厂时，固定门塞的螺栓并未安装。
3月9日，美国司法部就事故展开调查。